# Vilvestre
Vilvestre da Ribeira é um município raiano da Espanha na província de Salamanca, comunidade autónoma de Castela e Leão, de área 46,52 km² com população de 512 habitantes (2008) e densidade populacional de 11,01 hab/km².
O castelo de Vilvestre, entretanto desaparecido, encontra-se figurado por Duarte de Armas no seu Livro das Fortalezas (c. 1509), na folha do castelo de Freixo de Espada à Cinta.
Votação para Vilvestre no seu pedido para o Prêmio Conama

## Demografia
| Ano  | População | Ano  | População | Ano  | População | Ano  | População | Ano  | População |
| ---- | --------- | ---- | --------- | ---- | --------- | ---- | --------- | ---- | --------- |
| 1900 | 1672      | 1910 | 1532      | 1920 | 1379      | 1930 | 1449      | 1940 | 1479      |
| 1950 | 1448      | 1960 | 1394      | 1970 | 906       | 1981 | 695       | 1991 | 711       |
| 1996 | 647       | 2000 | 629       | 2001 | 605       | 2002 | 587       | 2003 | 561       |
| 2004 | 544       | 2005 | 532       | 2006 | 534       | 2007 | 527       | 2008 | 511       |